# تابش نوترون
تابش نوترون(به انگلیسی: Neutron radiation) گونه‌ای از پرتو یونی است که از نوترون‌های آزاد که می‌تواند حاصل یک شکافت هسته‌ای یا همجوشی هسته‌ای باشد، تشکیل شده‌است. این تابش با برخورد به هسته دیگر اتم‌ها جذب شده و منجر به پدید آمدن ایزوتوپ‌های جدید می‌شود.